# Ljubo Šikić
Ljubo Šikić (Zagreb, 1935.) hrvatski je filmski producent; glavni producent HRT-a od 1991. do 1994. godine, pokrenuo dramsku proizvodnju zaustavljenu početkom Domovinskoga rata. 
Ljubo Šikić počeo se baviti film još kao mlad čovjek. Radio je na više od 70 igranih filmova (42 domaća, strane kooprodukcije, brojne serije, dokumentarci i dr.); bio je organizator, vođa snimanja, direktor filma, producent, pomoćnik režije. Četiri je godine bio direktor produkcije Hrvatske radio televizije, tri godine predsjednik Društva filmskih djelatnika, viši savjetnik za film pri Ministarstvu kulture Republike Hrvatske i savjetnik generalnog direktora HRT-a. Organizirao je i prve Dane Hrvatskog filma, festival Hrvatskog filma u New Yorku sa studentima koji su tamo završili školovanje.
Njegovo se ime našlo na špici "Prometeja s otoka Viševice" Vatroslava Mimice, "Ronda" Zvonimira Berkovića, "Breze" Ante Babaje, "Bitke na Neretvi" Veljka Bulajića, "Tko pjeva, zlo ne misli" Kreše Golika, "Maršala" i "Svjedoka" Vinka Brešana, "Tajna Nikole Tesle" Krste Papića, "Cervantes" Lordana Zafranovića, "Glembajevi" Antona Vrdoljaka, "Krvavi obračun" i "Don Quichotte" Orsona Wellsa.

## Vanjske poveznice
- Ljubo Šikić u internetskoj bazi filmova IMDb-u (engl.)